# Улянич Микола Васильович
Мико́ла Васи́льович Уля́нич (14 березня 1936, Сергіївка, УРСР) — український гірничий інженер, бджоляр, апітерапевт та журналіст. Заслужений журналіст України (2003). Почесний пасічник України (2003).

## Життєпис
Микола Улянич народився в селі Сергіївка, що на Донеччині. З 1956 року почав працювати у вугільній промисловості, за 5 років пройшов шлях від звичайного робітника до начальника зміни Добропільської ЦЗФ. З 1961 року — керівник збагачувальної фабрики при шахтоуправлінні «Водянське». У 1964 році закінчив Донецький політехнічний інститут за спеціальністю «Збагачення корисних копалин». Того ж року обійняв посаду директора Краснолиманської ЦЗФ. З 1977 по 1992 рік — заступник генерального директора по транспорту в трест «Добропіллявугілля», а згодом — директор виробничого об'єднання «Укрзахідвугілля».
У 1992 році перейшов на творчу роботу. Автор 26 художніх, поетичних та науково-популярних книг, член Міжнародної асоціації письменників. Автор близько 500 науково-популярних статей, за які у 2003 році отримав звання Заслуженого журналіста України. Того ж року став кореспондентом Українського інформаційного агентства при Кабінеті Міністрів України.
Основне хобі — бджільництво та апітерапія. Автор 5 винаходів у царині бджільництва, Почесний пасічник України (2003), Почесний апітерапевт України (2013), індивідуальний член Міжнародної федерації бджільницьких організацій «Апімондія» (2001).
У листопаді 2017 року став об'єктом медіа-вибуху через відео, на якому видно, як пан Микола витягає баночки з медом із надсучасного електрокару Tesla Model S та продає їх поблизу метро в Києві.

## Вибрана бібліографія
- Улянич М.В. Практичні поради досвідченого бджоляра і апітерапевта. — Дрогобич : Коло, 2012. — 461 с. — ISBN 9786176420521.
- Улянич М.В. Лікувальні препарати — власними руками. — Дрогобич : Коло, 2011. — 266 с. — ISBN 9789662405675.